# Trelde-Østerby
Trelde-Østerby is een plaats in de Deense regio Zuid-Denemarken, gemeente Fredericia, en telt 644 inwoners (2017). Het dorp ligt aan de monding van de Vejlefjord.